# Mastomys natalensis
Mastomys natalensis és una espècie de mamífer rosegador de la família dels múrids. Viu a Angola, Benín, Botswana, Burkina Faso, Burundi, el Camerun, el Congo, Costa d'Ivori, Etiòpia, Gàmbia, el Gabon, Ghana, Guinea, Guinea Bissau, Guinea Equatorial, Kenya, Lesotho, Malawi, Mali, Mauritània, Moçambic, Namíbia, el Níger, Nigèria, la República Centreafricana, la República Democràtica del Congo, Ruanda, el Senegal, Sierra Leone, Somàlia, el Sudan, el Sudan del Sud, Sud-àfrica, Eswatini, Tanzània, Togo, el Txad, Uganda, Zàmbia i Zimbàbue. Es tracta d'un animal comensal. És una espècie en risc mínim, és a dir, no sembla que hi hagi cap amenaça significativa per a la seva supervivència.